# Нестор Літописець
Не́стор Літопи́сець (нар. бл. 1056, Київ — пом. бл. 1114, Київ) — київський літописець та письменник-агіограф. З 1073 чернець Києво-Печерського монастиря. Автор «Житій святих князів Бориса і Гліба й Феодосія Печерського». Вважається упорядником (за іншою версією автором) «Повісті минулих літ».
У церковному календарі день вшанування пам'яті Преподобного Нестора Літописця припадає на 27 жовтня. Цього дня в Україні, починаючи з 1997, відзначають День української писемності та мови.

## Життєпис
Народився не раніше, ніж 1056 року. Після смерті Феодосія прийшов до монастиря, ігуменом якого був Стефан, що прийняв Нестора, постриг його (1074—1075) й вивів на диякона. Нестор славив і возвеличував Бога «в тілі своїм і в душі своїй». З роками чесноти його зростали, але ченцеві хотілося звільнитися тілесної плоті і досягти абсолютної духовності, аби стати істинним достойником Божим.
Справою життя Нестора стала книжна справа, складання літописів.
«Велика буває користь від учення книжного, — говорив він, — книги наказують і вчать нас шляху до розкаяння, бо від книжних слів набираємося мудрості й стриманості, бо се є ріки, що напоюють всесвіт увесь. Се є джерела мудрості, бо є у книгах незмірна глибина. Ними бо в печалі ми втішаємось, вони є уздою стриманості. А мудрість великою є, бо й Соломон же хвалив її [і] говорив: «Я, премудрість, вселила пораду, і розум, і тяму, я призвала страх Господній; у мене — порада, у мене — мудрість, у мене - сила; мною царі царствують і владарі узаконюють правду; мною вельможі возвеличуються і деспоти держать землю; я люблю тих, які люблять мене; ті, що шукають мене, знайдуть благодать». Якщо бо пошукаєш ти в книгах мудрості пильно, то знайдеш ти велику користь душі своїй. Той, хто читає книги, бесідує з Богом або святими мужами».
Преподобний Нестор мав знання з історії, літератури, грецької мови та богослов'я. Окрім богословських знань, мав виняткові здібності до історії та літератури, досконало володів грецькою мовою. Збереглися його життєписи святих князів Бориса і Гліба, преподобного Феодосія, перших преподобних Печерських.
Найвизначніший твір Нестора Літописця — «Повість врем'яних (минулих) літ». Цей твір складений на основі сучасних автору подій і архівних літописів, народних переказів та оповідань. Нестор-літописець у 1107 р. вирушає до Володимира та у Зимненський і Святогірський монастирі на пошуки першоджерел. Унаслідок чого Волинський літопис було включено до «Повісті врем'яних літ» майже в повному обсязі.
«Повість врем'яних літ» було завершено близько 1113 року.
Помер преподобний Нестор-літописець близько 1114 року у Києво-Печерській лаврі, де і був похований. Житіє Нестора вперше з'явилося у друкованому Києво-Печерському патерику від 1661.

## Твори
- Читання про Бориса і Гліба
- Житіє Феодосія Печерського
- Повість минулих літ

## Пам'ять
- У світі  побудовано два храми преподобного Нестора Літописця (по вул. Академіка Доброхотова, 7-а в 2013 на території Київського університету права НАН України)[3][4].
- Вулиця Нестора Літописця
- Несторівський провулок у місті Київ

## Галерея

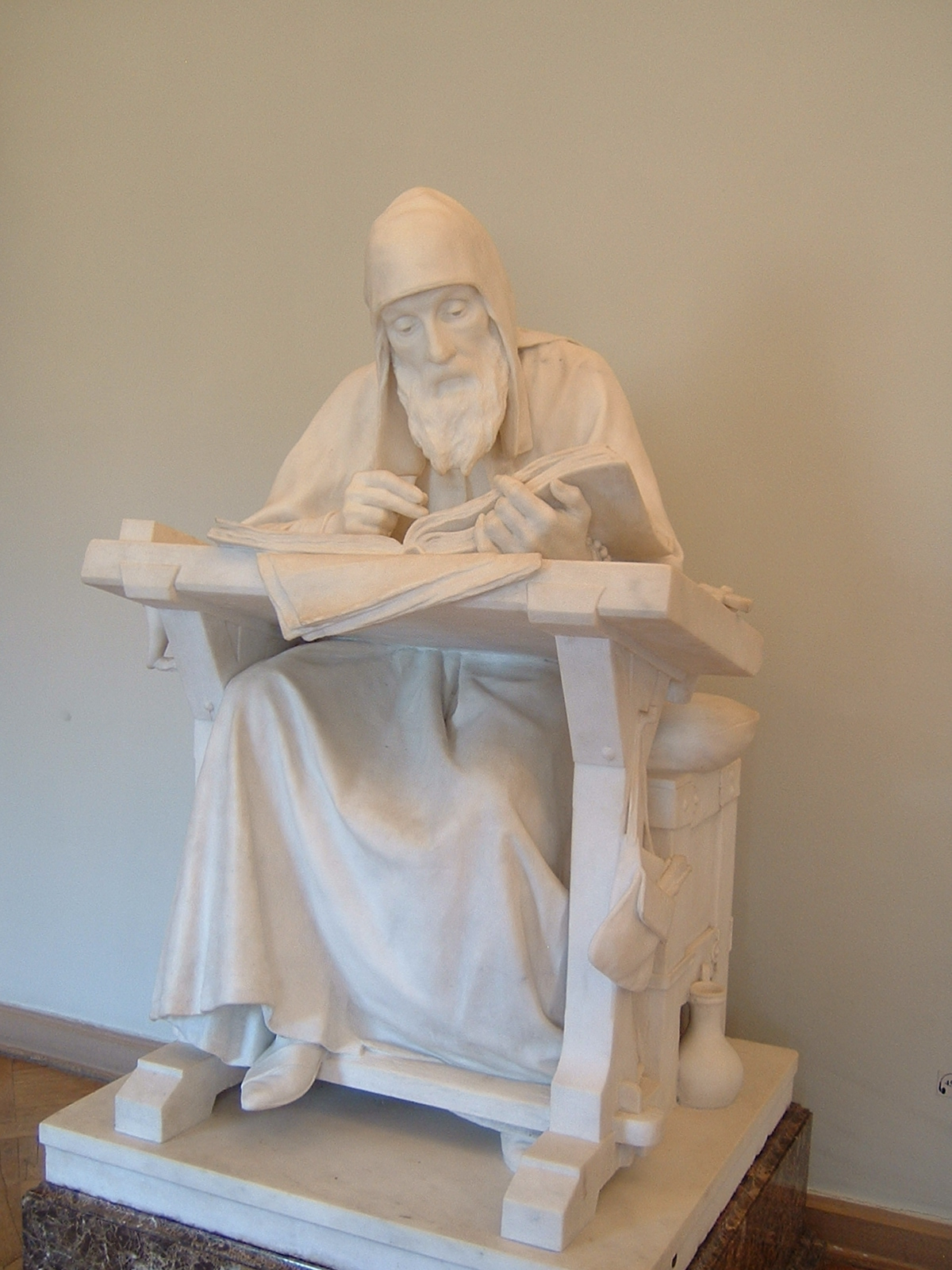
Нестор Літописець, М. Антокольський, 1889 р.
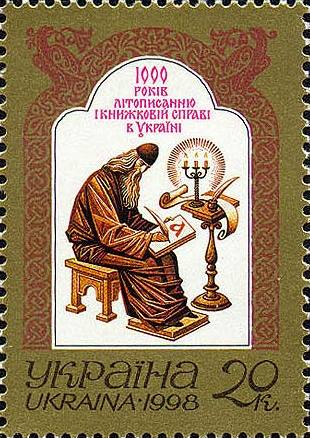
Поштова марка Україна, 1998: монах-літописець Нестор
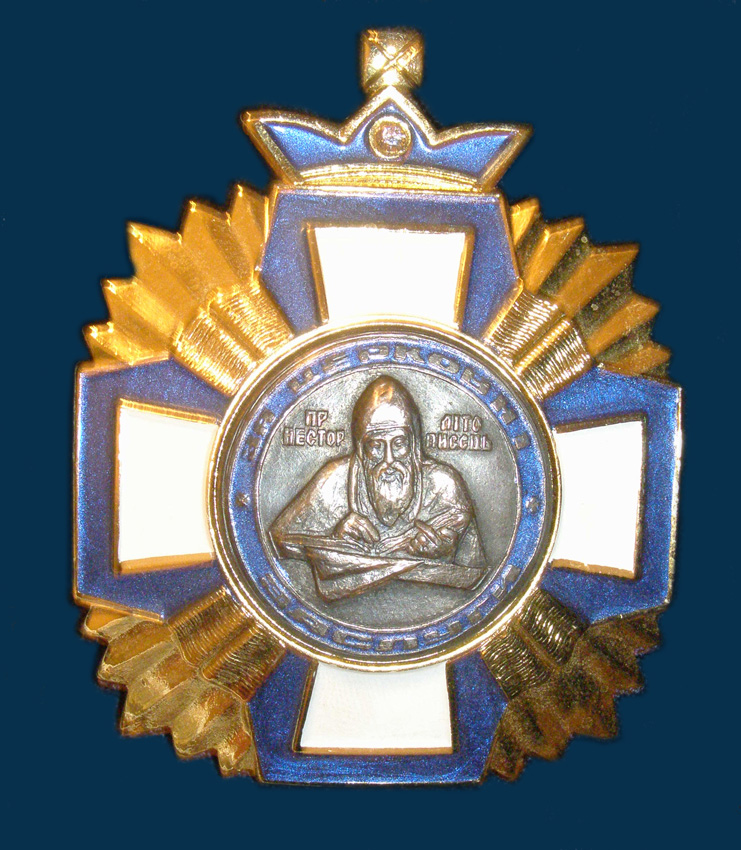
Орден преподобного Нестора Літописця, встановлений Українською православною церквою
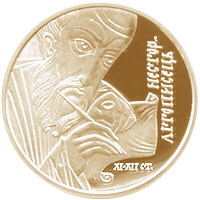
Монета НБУ присвячена Нестору-літописцю
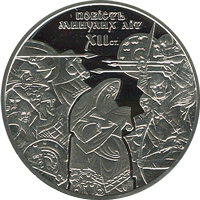
Нестор-літописець на срібній пам'ятній монеті «900 років «Повісті минулих літ»
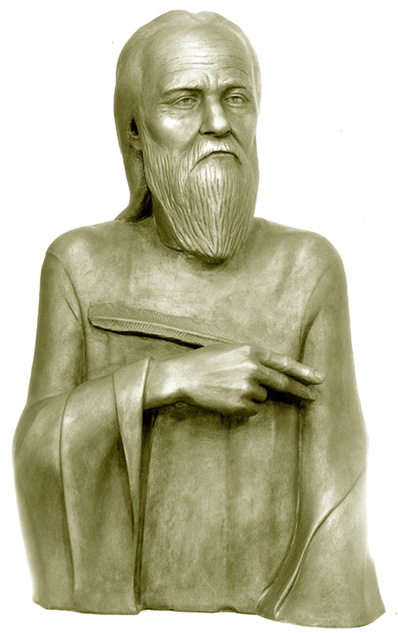
Реконструкція за черепом, методом Сергія Нікітіна
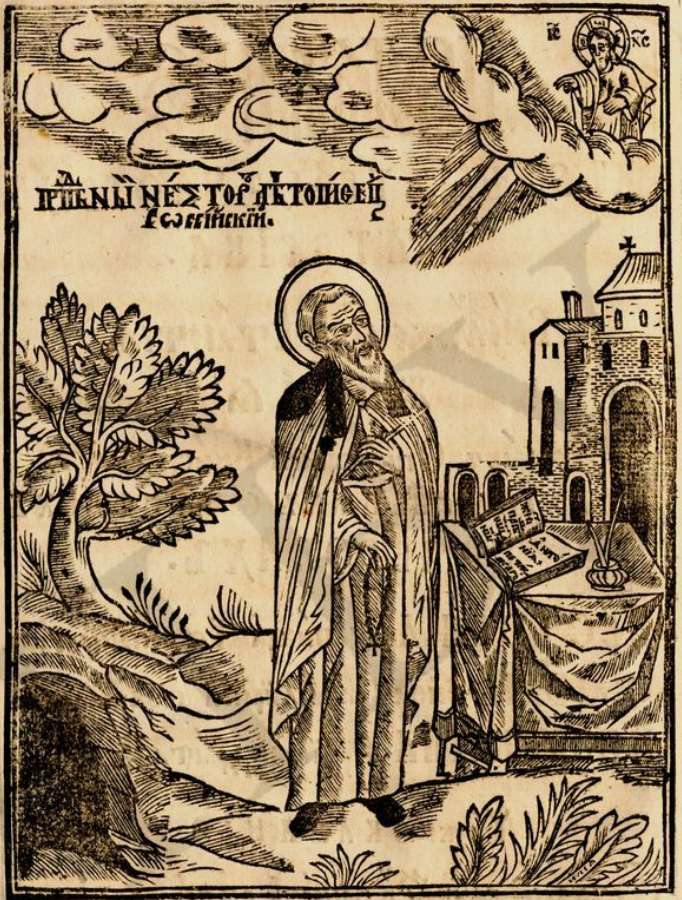
Нестор Літописець, 1661 р.
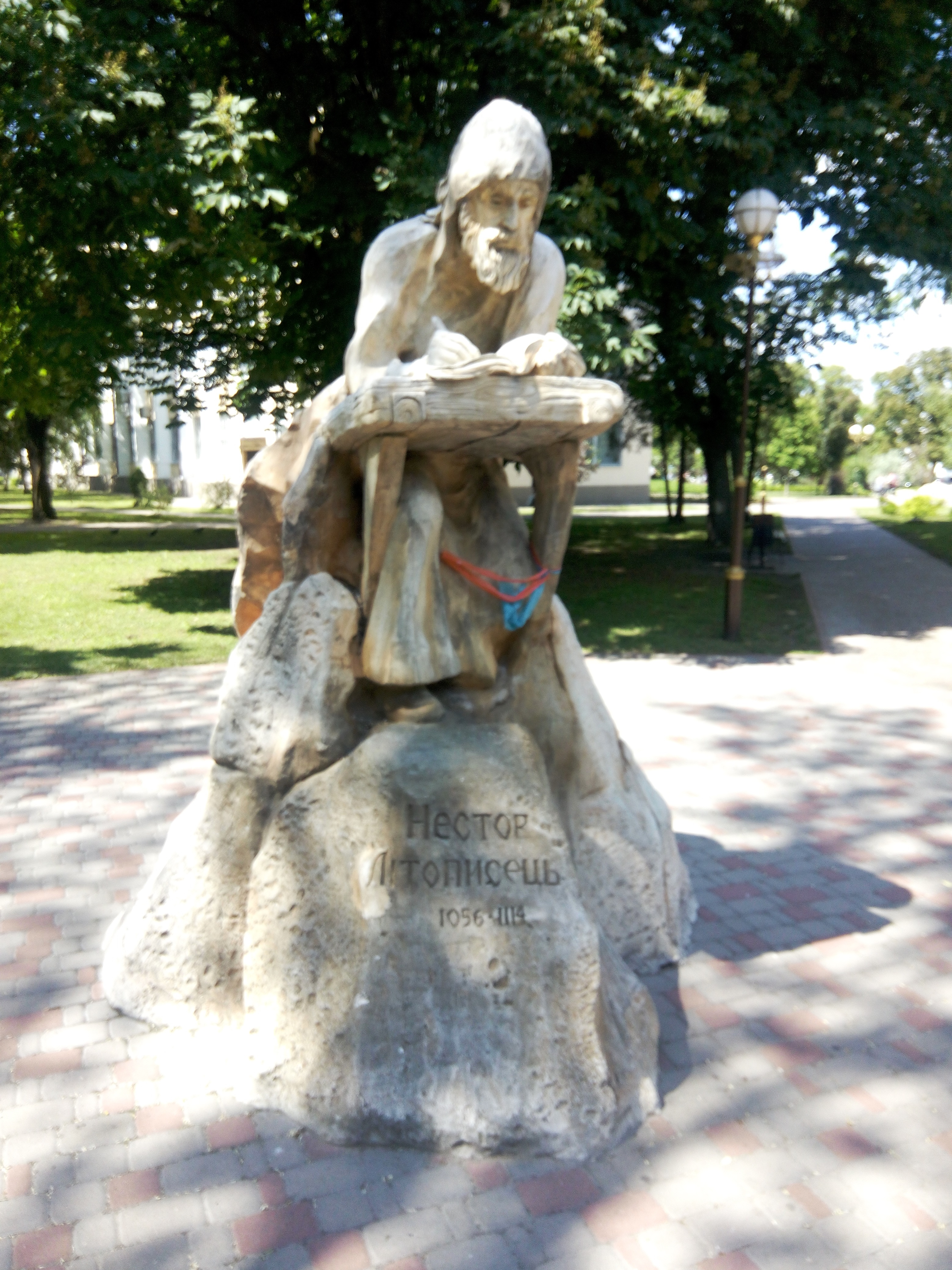
Пам'ятник Нестору Літописцю (Бориспіль, Україна)

## Критика авторства
Авторство Нестора стосовно Повісті временних літ було визнане на підставі свідчень Хлєбніковського рукопису, який розпочинався так: 
```
Літопис Руський. З богом починаємо. Повісті минулих літ Нестора, чорноризця Феодосієвого монастиря Печерського. Звідки є пішла Руська земля і хто в ній почав спершу княжити, і звідки Руська земля постала.
```

Проте, цей рукопис написаний на папері 1560-их років, тому це свідчення є досить пізнім. Більш ранні Іпатіївський та Радзивіллівський рукописи стверджували, що дана книга належить чорноризцю Феодосієвого монастиря, але без згадування імені, тому що воно відсутнє в тексті літопису. А найдавніші рукописи, де збереглась Повість временних літ, такі як Лаврентіївський та втрачений Троїцький, не містять жодних відомостей про те, хто є автором цієї книги:
```
Це повісті минулих літ, звідки є пішла Руська земля, хто в Києві почав спершу княжити, і звідки Руська земля постала.
```

Концепція приналежності книги Повість временних літ ченцю Нестору розвивалась поступово. Головною причиною того, що авторство було приписане саме Нестору, є те, що в Повісті временних літ містяться декілька уривків, в яких розповідь ведеться від першої особи. В одному з уривків автор називає себе Василем, в інших - не називає себе. Уривок, в якому автор називав себе чорноризцем Феодосієвого монастиря, розповідав про життя святого Феодосія Печерського. Ця розповідь була досить великого об'єму та описувала події, що були по часу близькі до закінчення Повісті временних літ. Відповідно, з часом переписувачі рукописів почали асоціювати ці книги з чорноризцем Нестором.
Проте, якщо порівняти текст Повісті временних літ, розміщеної в Іпатіївському, Лаврентіївському та Радзивіллівському рукописах, з текстом Новгороського першого літопису, то можна помітити, що в останньому відсутні всі уривки, які стосуються Феодосія Печерського та належать чорноризцю монастиря. Це дає підстави припустити, що уривки про життя Феодосія Печерського були додані до тексту Повісті временних літ на пізньому етапі розвитку. Відповідно, Повість временних літ не є книгою одного автора, а складним збірником різноманітних писемних матеріалів, що поступово додавались та розміщувались в чіткій щорічній хронологічній сітці.
Сучасні українські історики Олексій Толочко, Тетяна Вілкул та Вадим Арістов вважають, що це робота була проведена ігуменом Сильвестром у 1116 році. Їх точка зору заснована на приписці, що міститься в Лаврентіївському літописі після розірваної розповіді 1110 року:
```
Ігумен Сильвестр святого Михаїла написав книги ці, літописець, надіючись від Бога милості прийняти при князі Володимирі, княжачи у Києві, а мені ігуменячи у святого Михаїла в 6624 індикта 9 року, а хто читає книги ці, нехай буде мені в молитвах.
```

Проте навіть таке припущення є також гіпотетичним.

### Видання творів
- Срезневский И. И. Дополнения к записке: Древние жизнеописания русских князей.— Изв. АН по отд. рус. яз. и слов., Т. II, 1853, стовп. 157—164; 209—221 На стовп. 209—221 — уривки тексту Несторового Чтенія о житій и погубленій Бориса и ГлЪба (за Синод, списком XIV ст.). Житие преподобного отца нашего игумена Печерского Феодосия, описанное преп. Нестором, в переводе на современный русский язык преосвящ. Филарета, епископа Харьковского.— Учен. зап. втор. отд. АН., кн. II, вып. II, 1856, стор. 129—192. На стор. 189—192 — три уривки з староруського тексту житія Феодосія.
- Житие Феодосия, игумена Печерского. Списание Нестора. По харатейному списку XII-го века Московского Успенского собора, с разнословиями по многим другим, 3-я снимками и предисловием О. Бодянского.— Чтен. в общ. истор. и древн. рос, 1858, кн. З, стор. 1—31 (материалы славянские)
- Чтение о житии и о погублений и о чудесах святую и блаженую страстотерпцю Бориса и ГлЪба. Списание Нестора. По харатейному списку Московской синодальной библиотеки, с разнословиями по некоторым другим.— Чтен. в общ. истор. и древн. рос, 1859, кн. 1, стор. 20 + 24 + XXVIII (материалы славянские)На стор. 1—19 (першої пагінації) — передмова О. Бодянського; на стор. 1—24 (другої пагінації) —текст Чтенія Нестора (за списком XIV ст.); на стор. XXIV—XXVIII — в додатках, тексти чотирьох «чудес» про Бориса і Гліба (поч.: «Бысть як мину по умертвіи бла.-женаго князя Ярослава…», «Иное бысть чюдо в Кыевь. Яко пре-ставися Всеволод князь…», Нькто старець, именем Мартин…") і Слово похвално святою мученику Бориса и Гліба. Викторова М. Киево-Печерский патерик по древним рукописям в переложении на современный русский язык Марии Викторовой. К., 1870. II + VI + 165 стор.
- Попов А. Житие преподобнаго отца нашего Феодосия, игумена Печерьскаго. Съписание Нестора. По харатейному списку Московского Успенского собора буква в букву и слово в слово. -Чтен. в общ. истор. и древн. рос, 1879, кн. 1, стор. 1 — 10+1—84На стор. 1—84 — текст житія. Попередньо вже надруковане в Чтен. в общ. истор. и древн. рос. за 1858 р.
- Два памятника древнерусской киевской письменности XI и XIII века, а) Слово о пренесеніи мощей святаго преподоб-наго отца нашего Феодосія Печерскаго, соч. мниха Нестора, XI в.; б) Похвала преподобному отцу нашему Феодосію, игумену печерскому иже есть в богоспасаемом градЪ Киевъ, неизвестнаго (Серапиона архимандрита Печерскаго) XIII века. Сообщил архим. Леонид.— Чтен. в общ. истор. и древн. рос, 1890, кн. 2 (153), стор. 1—26 (материалы историко-литературные)Тексти подано за рукописом XVI ст. з передмовою. (Поч. Слова: «С похвалами бывающая памяти праведных…»). Сборник XII века Московского Успенского собора. Вып. 1-й. Издан под наблюдением А. А. Шахматова и П. А. Лаврова.—Чтен. в общ. истор. и древн. рос, 1899, кн. 2 (189), стор. I—ІУ+1—168 (материалы историко-литературные). На стор. 40—96 — текст твору Нестора Житие преподобного Феодосия, игумена Печерского. Сперанский М. Сербское житие Феодосия Печерского (к тексту).—Чтен. в общ. истор. и древн. рос, 1913, кн. 1 (244), стор. 55—71 (смесь). На стор. 66—71 —текст житія (поч.: «Сь блажены отець наш Теодо-сие. Бъ от единого роустских град…», за рукоп. XIV ст.). Рец.: Возняк М.— ЗНТШ, т. СХ^, 1913, стор. 222—223 (бібл.). Житие Феодосия игумена печерского. По списку XII в. Московского Успенского собора. Первое издание О. М. Бодян-ского (1858 г.).—Чтен. в общ. истор. и древн. рос, 1914, кн. 2, приложение, стор. І—IV (ненум.) +1—36 (є літограф, знімок рукопису). Текст твору.
- Возняк М. С. Старе українське письменство… На стор. 74—75 — загальна характеристика оригінальної житійної літератури; на стор. 89—99 — уривки із житія Феодосія Печерського (із Успенського збірника XII—XIII ст.)
- Бугославський С. Українсько-руські пам'ятки XI—XVIII вв. про князів Бориса та Гліба. (Розвідка й тексти). К., 1928. ХХХІІІ + 206-+II стор. (Збірник іст.-філолог. від. ВУАН, № 77.
- Пам'ятки мови та письменства давньої України, т. І). На стор. XV—XVII — про списки Несторового Чтенія; на стор. XXIII—XXXIII—Чтеніє, анонімне Повідання й літопис: до історії тексту Повідання й Чтенія; на стор. 179—206 — текст Читання про свв. кнн. Бориса та Гліба препод. Нестора (поч.: «Владыко, господи вседержителю….», за Сильвестр, зб. XIV ст., з вар. за 18 списками)